# Степове (Первозванівська сільська громада)
Степове́ — село в Україні, у Первозванівській сільській громаді Кропивницького району Кіровоградської області. Населення становить 594 осіб. Колишній центр Степової сільської ради.

## Транспорт
За 3 км від села проходить автомобільна дорога національного значення Н14.

## Населення
Згідно з переписом УРСР 1989 року чисельність наявного населення села становила 615 осіб, з яких 266 чоловіків та 349 жінок.
За переписом населення України 2001 року в селі мешкали 593 особи.

### Мова
Розподіл населення за рідною мовою за даними перепису 2001 року:
| Мова       | Відсоток |
| ---------- | -------- |
| українська | 91,25 %  |
| російська  | 7,58 %   |
| білоруська | 0,84 %   |
| вірменська | 0,17 %   |

## Постаті
- Коцюрба Олексій Володимирович (1978—2022) — сержант Збройних сил України, учасник російсько-української війни.